# Vegetatietype
Met een vegetatietype wordt een vegetatie bedoeld die volgens een bepaalde indeling is gecategoriseerd. Er bestaan verscheidene classificatiesystemen en typologieën waarmee vegetatietypen worden ingedeeld.
In de onderstaande lijst staan enkele veelgebruikte indelingen van vegetatietypen.
- vegetatietypen naar formatie (bijvoorbeeld: grasland, ruigte, struweel, bos)
- vegetatietypen naar syntaxonomische rang (bijvoorbeeld: klasse, orde, verbond, associatie)
- vegetatietypen naar inundatietolerantie (bijvoorbeeld: watervegetatie, amfibische vegetatie)
- vegetatietypen naar successiestadium (bijvoorbeeld: pioniervegetatie, climaxvegetatie)
- vegetatietypen naar antropogene invloed (bijvoorbeeld: halfnatuurlijke vegetatie, natuurlijke vegetatie, potentieel natuurlijke vegetatie)